# Azerbeidzjan op de Olympische Zomerspelen 2016
Azerbeidzjan nam deel aan de Olympische Zomerspelen 2016 in Rio de Janeiro, Brazilië. De selectie bestond uit 56 atleten, actief in 14 disciplines en was daarmee de grootste selectie in de olympische geschiedenis van het land. Voor het eerst nam Azerbeidzjan niet deel aan het gewichtheffen, nadat de internationale bond vanwege dopinggevallen besloot  Azerbeidzjan de kwalificatieplaatsen te ontnemen. Tegelijkertijd maakte het land zijn debuut in vier andere sporten: boogschieten, kanovaren, baanwielrennen en de triatlon. 
Bokser Teymur Mammadov droeg de Azerbeidzjaanse vlag tijdens de openingsceremonie, worstelaar Haji Aliyev deed dit bij de sluitingsceremonie.

## Medailleoverzicht
| Sport     | Olympiër               | Discipline                 | Medaille |
| --------- | ---------------------- | -------------------------- | -------- |
| Taekwondo | Radik Isayev           | +80 kg (m)                 | Goud     |
|           |                        |                            |          |
| Boksen    | Lorenzo Sotomayor      | halfwelter (m)             | Zilver   |
| Judo      | Rustam Orujov          | –73 kg (m)                 | Zilver   |
| Judo      | Elmar Gasimov          | –100 kg (m)                | Zilver   |
| Kano      | Valentin Demyanenko    | C1 200m (m)                | Zilver   |
| Worstelen | Mariya Stadnik         | –48 kg vrije stijl (v)     | Zilver   |
| Worstelen | Toghrul Asgarov        | –65 kg vrije stijl (m)     | Zilver   |
| Worstelen | Ghetag Gazyumov        | –98 kg vrije stijl (m)     | Zilver   |
|           |                        |                            |          |
| Boksen    | Kamran Melikuzijev     | middengewicht (m)          | Brons    |
| Kano      | Inna Osypenko-Radomska | K1 200m (v)                | Brons    |
| Taekwondo | Patimat Abakarova      | –49 kg (v)                 | Brons    |
| Taekwondo | Milad Beigi            | –80 kg (m)                 | Brons    |
| Worstelen | Nataliya Synyshyn      | –53 kg vrije stijl (v)     | Brons    |
| Worstelen | Haji Aliyev            | –57 kg vrije stijl (m)     | Brons    |
| Worstelen | Jabrayil Hasanov       | –74 kg vrije stijl (m)     | Brons    |
| Worstelen | Sharif Sharifov        | –86 kg vrije stijl (m)     | Brons    |
| Worstelen | Rasul Chunayev         | –66 kg G-R (m)             | Brons    |
| Worstelen | Sabah Shariati         | –130 kg Grieks-Romeins (m) | Brons    |

## Deelnemers en resultaten
(m) = mannen, (v) = vrouwen 

### Atletiek
| Olympiër                | Discipline             | Resultaat | Prestatie                             |
| ----------------------- | ---------------------- | --------- | ------------------------------------- |
| Hayle Ibrahimov         | 5000 m (m)             | 19e       | serie 1: 7e in 13.27,11               |
| Evans Kiplagat Barkowet | marathon (m)           | 28e       | 2:15.31                               |
| Nazim Babayev           | hink-stap-springen (m) | 25e       | kwalificatie groep A: 13e met 16,38 m |
|                         |                        |           |                                       |
| Hanna Skydan            | kogelslingeren (v)     | 13e       | kwalificatie groep B: 7e met 70,09 m  |

### Boksen
| Olympiër              | Discipline | Resultaat | Prestatie |
| --------------------- | ---------- | --------- | --- |
| Rufat Huseynov        | –49 kg (m) | 17e       | 1e ronde: V van NAM Hamunyela: 0-3 |
| Elvin Mamishzada      | –52 kg (m) | 5e        | 1e ronde: vrij 2e ronde: W van KAZ Sattibayev: 3-0 kwartfinale: V van UZB Zoirov: 0-3                                                                                              |
| Javid Chalabiyev      | –56 kg (m) | 17e       | 1e ronde: V van KAZ Yeraliyev: 1-2 |
| Albert Selimov        | –60 kg (m) | 5e        | 1e ronde: vrij 2e ronde: W van IRL Joyce: 3-0 kwartfinale: V van FRA Oumiha: 0-3                                                                                                   |
| Lorenzo Sotomayor     | –64 kg (m) | Zilver    | 1e ronde: W van UKR Matviychuk: 2-1 2e ronde: W van FRA Amzile: 2-1 kwartfinale: W van CUB Toledo: 3-0 halve finale: W van GER Harutyunyan: 3-0 finale: V van UZB Gaibnazarov: 1-2 |
| Parviz Baghirov       | –69 kg (m) | 9e        | 1e ronde: vrij 2e ronde: V van FRA Cissokho: 0-3 |
| Kamran Shahsuvarly    | –75 kg (m) | Brons     | 1e ronde: W van CHN Zhao: 3-0 2e ronde: W van RUS Tsjebotarev: 2-1 kwartfinale: W van KAZ Alimkhanuly: 2-1 halve finale: V van CUB López: 0-3                                      |
| Teymur Mammadov VO    | –81 kg (m) | 5e        | 1e ronde: W van UKR Solonenko: 3-0 2e ronde: W van NED Müllenberg: 3-0 kwartfinale: V van KAZ Niyazymbetov: 0-3                                                                    |
| Abdulkadir Abdullayev | –91 kg (m) | 5e        | 1e ronde: vrij 2e ronde: W van FRA Omba-Biongolo: tko kwartfinale: V van UZB Tulagenov: 0-3                                                                                        |
| Magomedrasul Majidov  | +91 kg (m) | 9e        | 1e ronde: W van MAR Arjaoui: 3-0 2e ronde: V van KAZ Dychko: 0-3 |
|                       |            |           | |
| Yana Alekseevna       | –60 kg (v) | 5e        | 1e ronde: vrij kwartfinale: V van CHN Yin: 0-3 |

### Boogschieten
| Olympiër    | Discipline      | Resultaat | Prestatie                                                        |
| ----------- | --------------- | --------- | ---------------------------------------------------------------- |
| Olga Senyuk | individueel (v) | 33e       | plaatsingsronde: 37e met 623 punten 1e ronde: V van CHN Cao: 1-7 |

### Gymnastiek
| Olympiër       | Discipline               | Resultaat | Prestatie                                                         |
| Ritmisch       | Ritmisch                 | Ritmisch  | Ritmisch                                                          |
| -------------- | ------------------------ | --------- | ----------------------------------------------------------------- |
| Marina Durunda | individueel (v)          | 9e        | kwalificatie: 8e met 70,348 punten finale: 9e met 69,748 punten   |
| Turnen         |                          |           |                                                                   |
| Petro Pakhnyuk | meerkamp individueel (m) | 34e       | kwalificatie: 34e met 84,215 punten                               |
| Oleg Stepko    | meerkamp individueel (m) | 22e       | kwalificatie: 20e met 86,208 punten finale: 22e met 79,081 punten |

### Judo
| Olympiër           | Discipline  | Resultaat | Prestatie |
| ------------------ | ----------- | --------- | --- |
| Orkhan Safarov     | –60 kg (m)  | 5e        | 1e ronde: vrij 2e ronde: W van PER Postigos: waza-ari 3e ronde: W van KGZ Bestaev: ippon kwartfinale: W van BRA Kitadai: ippon halve finale: V van KAZ Smetov: waza-ari bronzen finale: V van JPN Takato: yuko |
| Nijat Shikhalizade | –66 kg (m)  | 9e        | 1e ronde: vrij 2e ronde: W van ESP Uriarte: yuko 3e ronde: V van ITA Basile: : ippon |
| Rustam Orujov      | –73 kg (m)  | Zilver    | 1e ronde: vrij 2e ronde: W van KAZ Khamza: shido 3e ronde: W van AUS Bensted: ippon kwartfinale: W van HUN Ungvári: waza-ari halve finale: W van ISR Muki: yuko finale: V van JPN Ono: ippon                   |
| Mammadali Mehdiyev | –90 kg (m)  | 7e        | 1e ronde: vrij 2e ronde: W van RUS Denisov: ippon 3e ronde: W van BRA Camilo: waza-ari kwartfinale: V van KOR Gwak: ippon herkansingen: V van MGL Otgonbaatar: yuko                                            |
| Elmar Gasimov      | –100 kg (m) | Zilver    | 1e ronde: vrij 2e ronde: W van RUS Chajboelajev: waza-ari 3e ronde: W van ALG Bouyacoub: shido kwartfinale: W van EGY Darwish: ippon halve finale: W van UKR Blosjenko: ippon finale: V van CZE Krpálek: ippon |
| Ushangi Kokauri    | +100 kg (m) | 9e        | 1e ronde: W van LAT Ņikiforenko: ippon 2e ronde: V van JPN Harasawa: ippon |

### Kanovaren
| Olympiër               | Discipline     | Resultaat | Prestatie                                                                     |
| ---------------------- | -------------- | --------- | ----------------------------------------------------------------------------- |
| Jure Meglič            | K-1 slalom (m) | 14e       | voorronde: 11e met 90,70 halve finale: 14e met 145,00                         |
| Valentin Demyanenko    | C-1 200 m (m)  | Zilver    | voorronde: 1e met 39,749 halve finale: 2e met 40,298 finale: 2e met 39,493    |
|                        |                |           |                                                                               |
| Valentin Demyanenko    | C-1 200 m (m)  | Zilver    | serie 4: 1e in 39,749 halve finale 3: 2e in 40,298 finale: 2e in 39,493       |
| Inna Osypenko-Radomska | K-1 200 m (v)  | Brons     | serie 4: 1e in 40,702 halve finale 2: 1e in 39,803 finale: 3e in 40,401       |
| Inna Osypenko-Radomska | K-1 500 m (v)  | 8e        | serie 4: 1e in 1.51,750 halve finale 3: 2e in 1.57,627 finale: 8e in 1.56,573 |

### Roeien
| Olympiër                           | Discipline      | Resultaat | Prestatie                                                                    |
| ---------------------------------- | --------------- | --------- | ---------------------------------------------------------------------------- |
| Aleksandar Aleksandrov Boris Yotov | dubbel-twee (m) | 12e       | serie 1: 2e in 6.40,52 halve finale 2: 6e in 6.37,49 finale B: 6e in 7.24,03 |

### Schermen
| Olympiër      | Discipline | Resultaat | Prestatie                                        |
| ------------- | ---------- | --------- | ------------------------------------------------ |
| Sabina Mikina | sabel (v)  | 17e       | 1e ronde: vrij 2e ronde: V van TUN Besbes: 12-15 |

### Schietsport
| Olympiër     | Discipline               | Resultaat | Prestatie                                            |
| ------------ | ------------------------ | --------- | ---------------------------------------------------- |
| Ruslan Lunev | 10 m luchtpistool (m)    | 15e       | kwalificatie: 15e met 577 punten (96-94-95-97-96-99) |
| Ruslan Lunev | 25 m snelvuurpistool (m) | 14e       | kwalificatie: 15e met 575 punten (94-97-97-97-96-94) |

### Taekwondo
| Olympiër          | Discipline | Resultaat | Prestatie |
| ----------------- | ---------- | --------- | --- |
| Milad Beigi       | –80 kg (m) | Brons     | 1e ronde: W van MLI Coulibaly: 13-6 kwartfinale: W van IRI Khodabakhshi: 17-5 halve finale: V van GBR Muhammad: 7-12 bronzen finale: W van POL Paziński: 12-0 |
| Radik Isayev      | +80 kg (m) | Goud      | 1e ronde: W van KAZ Zhaparov: 11-2 kwartfinale: W van KOR Cha: 12-8 halve finale: W van GBR Cho: 4-1 finale: W van NIG Issoufou: 6-2                          |
|                   |            |           | |
| Patimat Abakarova | –49 kg (v) | Brons     | 1e ronde: V SRB Bogdanović: 2-3 herkansingen: W van CHN Wu: 4-3 bronzen finale: W van FRA Aziez: 7-2                                                          |
| Farida Azizova    | –67 kg (v) | 5e        | 1e ronde: W van USA McPherson: 6-5 kwartfinale: W van UZB Tursunkulova: 5-1 halve finale: V van KOR Oh: 5-6 bronzen finale: V van CIV Gbagbi: 1-7             |

### Triatlon
| Olympiër          | Discipline | Resultaat | Prestatie |
| ----------------- | ---------- | --------- | --------- |
| Rostyslav Pevtsov | mannen     | 39e       | 1:52.06   |

### Wielersport
| Olympiër         | Discipline       | Resultaat | Prestatie |
| Baan             | Baan             | Baan      | Baan |
| ---------------- | ---------------- | --------- | --- |
| Olga Ismayilova  | keirin (v)       | 21e       | 1e ronde: 4e herkansingen: 4e                                                                                |
| Olga Ismayilova  | sprint (v)       | 18e       | kwalificatie: 18e in 11,152 1e ronde: V van GBR James: 11,367 herkansingen ronde 1: V van AUS Meares: 11,716 |
| Weg              |                  |           | |
| Maksym Averin    | wegwedstrijd (m) | DNF       | niet gefinisht                                                                                               |
|                  |                  |           | |
| Olena Pavlukhina | wegwedstrijd (v) | 35e       | 3:59.05 |

### Worstelen
| Olympiër             | Discipline  | Resultaat   | Prestatie |
| Vrije stijl          | Vrije stijl | Vrije stijl | Vrije stijl |
| -------------------- | ----------- | ----------- | --- |
| Haji Aliyev VS       | –57kg (m)   | Brons       | kwalificatie: vrij 1e ronde: W van KOR Yun: 12-2 kwartfinale: V van GEO Khinchegashvili: 3-5 herkansingen: W van KAZ Sanayev: 10-8 bronzen finale: W van BUL Dubov: 5-4                 |
| Toghrul Asgarov      | –65kg (m)   | Zilver      | kwalificatie: vrij 1e ronde: W van UKR Kviatkovskyi: 12-2 kwartfinale: W van USA Molinaro: 10-0 halve finale: W van ITA Chamizo: 7-4 finale: V van RUS Ramonov: 11-0                    |
| Jabrayil Hasanov     | –74kg (m)   | Brons       | kwalificatie: vrij 1e ronde: W van COL Izquierdo: 10-0 kwartfinale: W van GEO Makarashvili: 11-0 halve finale: V van RUS Gedoejev: 4-5 bronzen finale: W van UZB Abdurakhmonov: 9-7     |
| Sharif Sharifov      | –86kg (m)   | Brons       | kwalificatie: vrij 1e ronde: W van CHN Bi: 10-0 kwartfinale: W van POL Baranowski: 7-0 halve finale: V van RUS Sadoelajev: 1-8 bronzen finale: W van VEN Ceballos: 5-1                  |
| Khetag Gazyumov      | –97kg (m)   | Zilver      | kwalificatie: W van POL Baran: 3-0 1e ronde: W van IRI Yazdani: 2-1 kwartfinale: W van UZB Ibragimov: 12-3 halve finale: W van UKR Andriitsev: 11-0 finale: V van USA Snyder: 1-2       |
| Jamaladdin Magomedov | –125kg (m)  | 12e         | kwalificatie: vrij 1e ronde: V van USA Dlagnev: 5-6 |
|                      |             |             | |
| Mariya Stadnik       | –48kg (v)   | Zilver      | kwalificatie: vrij 1e ronde: W van ARG Bermúdez: 10-0 kwartfinale: W van POL Matkowska: 10-0 halve finale: W van BUL Yankova: 6-0 finale: V van JPN Tosaka: 2-3                         |
| Nataliya Synyshyn    | –53kg (v)   | Brons       | kwalificatie: vrij 1e ronde: V van JPN Yoshida: 0-4 herkansingen: W van SEN Sambou: 4-0 bronzen finale: W van VEN Argüello: 2-1                                                         |
| Yuliya Ratkevich     | –58kg (v)   | 5e          | kwalificatie: vrij 1e ronde: W van UKR Herhel: 7-5 kwartfinale: W van COL Renteria: 7-3 halve finale: V van JPN Icho: 0-10 bronzen finale: V van TUN Amri: 3-6                          |
| Grieks-Romeins       |             |             | |
| Rovshan Bayramov     | –59kg (m)   | 5e          | kwalificatie: vrij 1e ronde: W van VEN Rodriguez: 8-0 kwartfinale: W van USA Thielke: 9-0 halve finale: V van JPN Ota: 2-4 bronzen finale: V van NOR Berge: 1-1                         |
| Rasul Chunayev       | –66kg (m)   | Brons       | kwalificatie: W van CUB Martínez: 4-2 1e ronde: W van RUS Albijev: 3-2 kwartfinale: W van ALG Benaissa: 10-2 halve finale: V van ARM Arutyunyan: 1-4 bronzen finale: W van KOR Ryu: 8-0 |
| Elvin Mursaliyev     | –75kg (m)   | 7e          | kwalificatie: W van EGY Fawzy: 3-1 1e ronde: W van KAZ Kartikov: 3-1 kwartfinale: V van HUN Bácsi: 0-3                                                                                  |
| Saman Tahmasebi      | –85kg (m)   | 13e         | kwalificatie: V van IRI Akhlaghi: 0-10 herkansingen 1: V van IRI Akhlaghi: 2-3 |
| Sabah Shariati       | –130kg (m)  | Brons       | kwalificatie: vrij 1e ronde: W van USA Smith: 8-2 kwartfinale: V van TUR Kayaalp: 0-5 herkansingen: W van VEN Caraballo: 8-0 bronzen finale: W van GER Popp: 2-0                        |

### Zwemmen
| Olympiër          | Discipline           | Resultaat | Prestatie              |
| ----------------- | -------------------- | --------- | ---------------------- |
| Boris Kirillov    | 200 m rugslag (m)    | 26e       | serie 1: 3e in 2.05,01 |
|                   |                      |           |                        |
| Fatima Alkaramova | 100 m vrije slag (v) | 41e       | serie 1: 3e in 59,43   |